# Кахабер Аладашвілі
Кахабер Аладашвілі (груз. კახაბერ ალადაშვილი; нар. 11 серпня 1983, Тбілісі, Грузинська РСР) — грузинський футболіст, захисник. Виступав за національну збірну Грузії.

## Клубна кар'єра
Розпочав займатися футболом у 12 років. Спочатку навчався футболу в тбіліській 35-ій школі. Потім продовжив навчання в школі «Олімпі», де тренером був — Гіглі Імнадзе. З 2002 року грав за тбіліський «Спартак» і «Сіоні» з міста Болнісі. Влітку 2004 року перейшов в відомий грузинський клуб «Динамо» з Тбілісі. У складі команди став чемпіоном Грузії. Провів 8 матчів й забив 1 м'яч (краківській «Віслі») в єврокубках.
У березні 2006 року підписав п'ятирічний контракт з київським «Динамо». У «Динамо» він перейшов за порадою свого агента Ахріка Цвейби. Кахабер в основному грав у «Динамо-2» у Першій лізі і в дублі виступаючи в молодіжній першості. У «Динамо-2» Аладашвілі виступав на позиції правого захисника.
У серпні 2006 року був відданий в піврічну оренду в дніпропетровський «Дніпро». 5 серпня 2006 дебютував у Вищій лізі в матчі проти полтавської «Ворскли» (1:0). Усього за «Дніпро» у Вищій лізі зіграв 5 матчів і 2 матчі в Кубку України. У грудні 2006 року був виставлений на трансфер, керівництвом «Динамо». Взимку 2007 року повернувся до «Динамо», в команді провів 2 матчі у Вищій лізі, проти «Зорі» й «Арсеналу».
Влітку 2007 року був знову виставлений на трансфер керівництвом «Динамо». Кахабер також міг перейти в російський клуб «Москва». У липні 2007 року був відданий в оренду в ужгородське «Закарпаття» до завершення сезону 2007/08 років. У команді Аладашвілі став основним гравцем, в чемпіонаті України він зіграв 10 матчів і 1 матч провів у Кубку України. У лютому 2008 року був відданий в оренду клубу «Харків». У Вищій лізі за городян провів 8 матчів.
У грудні 2008 року відправився на збір до Туреччини разом з махачкалінським «Анжі». У січні 2009 року підписав контракт з «Анжі». У травні 2009 року отримав російську візу і зміг приєднатися до команди. Контракт був підписаний і до цього, але через те, що йому вчасно не вдалося отримати робочу візу він два з половиною місяці самостійно тренувався в Тбілісі. У 2009 році разом з «Анжі» виграв Перший дивізіон і вийшов в Прем'єр-лігу. У лютому 2010 року побував на перегляді в самарських «Крилах Рад». Влітку 2010 року перейшов в клуб «Зестафоні». У лютому 2014 року перейшов у клуб «СКА-Енергія». У грудні 2015 року залишив клуб і завершив кар'єру.

## Кар'єра в збірній
Виступав за молодіжну збірну Грузії U-21. У національній збірній Грузії провів 7 матчів. Під час матчу молодіжної збірної Грузії проти України, програному з рахунком 0:6, плюнув на суддю, за що отримав дискваліфікацію від УЄФА за півроку. 17 серпня 2005 року дебютував за збірну Грузії у виїзному матчі проти Казахстану (1:2).

## Досягнення
- Ліга Еровнулі
  -  Чемпіон (1): 2005

- Прем'єр-ліга
  -  Чемпіон (1): 2006/07

- Перший дивізіон чемпіонату Росії
  -  Чемпіон (1): 2009

## Особисте життя
Неодружений. Улюблений клуб — італійський «Мілан». Його брат Лаша, також професійний футболіст. Після завершення кар'єри облаштувався в Хабаровську, де відкрив ресторан.

## Цікаві факти
У 2009 році на церемонії вручення малих золотих медалей «Анжі» в Махачкалі відбувся концерт за участю співаків Дагестану. На ньому Аладашвілі несподівано виконав пісню грузинською мовою, під назвою «Тбілісо». Його одноклубник Магомед Магомедов подарував Аладашвілі букет квітів, а потім він покинув сцену під бурхливі оплески.